# Gewölbekeller

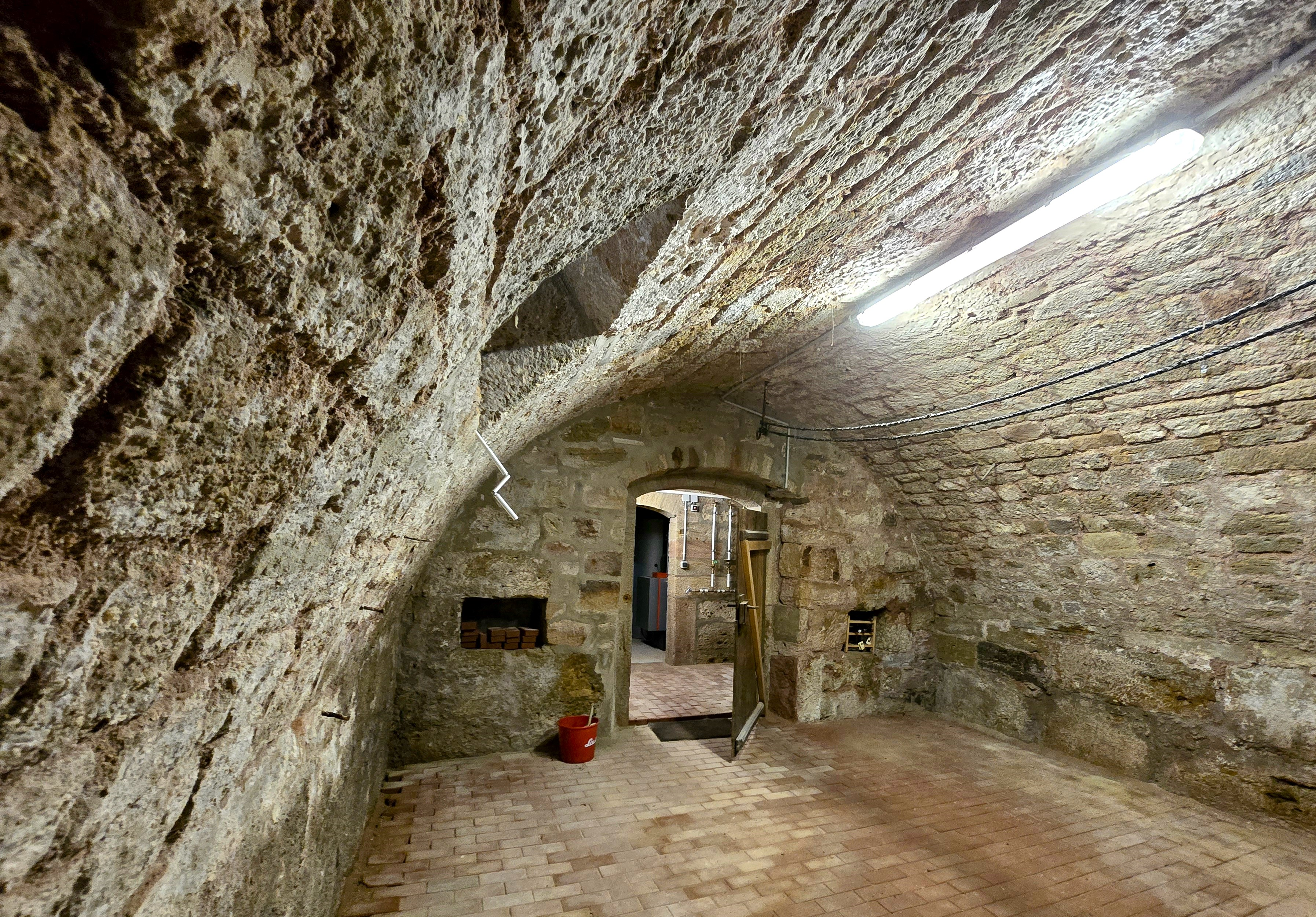
Gewölbekeller (Pfarrhaus Abterode)

Ein Gewölbekeller ist im Bauwesen ein Keller, der anstatt einer flachen Decke oben mit einem gemauerten Gewölbe abgeschlossen wird.

## Nutzung, Konstruktion, Geschichte
Gewölbekeller sind vor allem ein Teil des historischen Bauwesens. Materialverwendung, Konstruktionen und verschiedenen Gewölbeformen sind potenziell dieselben wie bei oberirdischen Gewölben. Besonders verbreitet waren Tonnengewölbe und seit der Barockzeit Korbogengewölbe. Seltener sind Kreuzgratgewölbe und mehrteilige Gewölbe mit Stützen oder Säulen, die im Profanbau nur unter repräsentativeren Bauten, wie etwa Rathäusern, vorkommen.
Der Bau eines Gewölbekellers war eine von mehreren Möglichkeiten unterm Gebäude einen Keller zu schaffen und hatte wie alle gewölbten Räume den Vorteil des besonderen Brandschutzes, weswegen sie früher oft als Lager für wertvolle Waren oder als Produktionsort für feuergefährliches Handwerk (etwa zum Brauen) genutzt wurden. Die Nutzung machte oft eine direkte Anbindung des Kellers an die Straße erforderlich, um beispielsweise schwere Weinfässer einlagern zu können. Deswegen sind historische Keller oftmals nicht vollständig unterirdisch errichtet worden, sondern ragen im Gewölbescheitel oben über das Straßenniveau hinaus. → Hauptartikel: Kellerhals.
Eine der wenigen historischen Bauanleitungen für Gewölbekeller ist 1673 von dem Zimmermeister und Werkmeister Daniel Hartmann aus Colmar überliefert.
Die besondere Dauerhaftigkeit von massiven Gewölbekellern ist Ursache dafür, dass sie die früher häufigen Stadtbrände überdauerten und dann Grundlage für Wiederaufbauten wurden. So wurden Gewölbekeller nicht selten zu den älteres Bauteilen historischer Gebäude. Die Disziplin der Bauforschung macht sich diesen Umstand zunutze, indem sie sich der Erforschung historischer Kelleranlagen widmet und sogenannte Kellerkataster historischer Städte anfertigt.

Gewölbekeller sind heutzutage wegen ihrer manchmal niedrigen Kopfhöhen und wegen Feuchtigkeit oftmals schwer zu nutzen, werden jedoch wegen ihrer urtümlichen Anmutung zunehmend in Nutzungskonzepte einbezogen oder touristisch in Wert gesetzt.

Beispiele
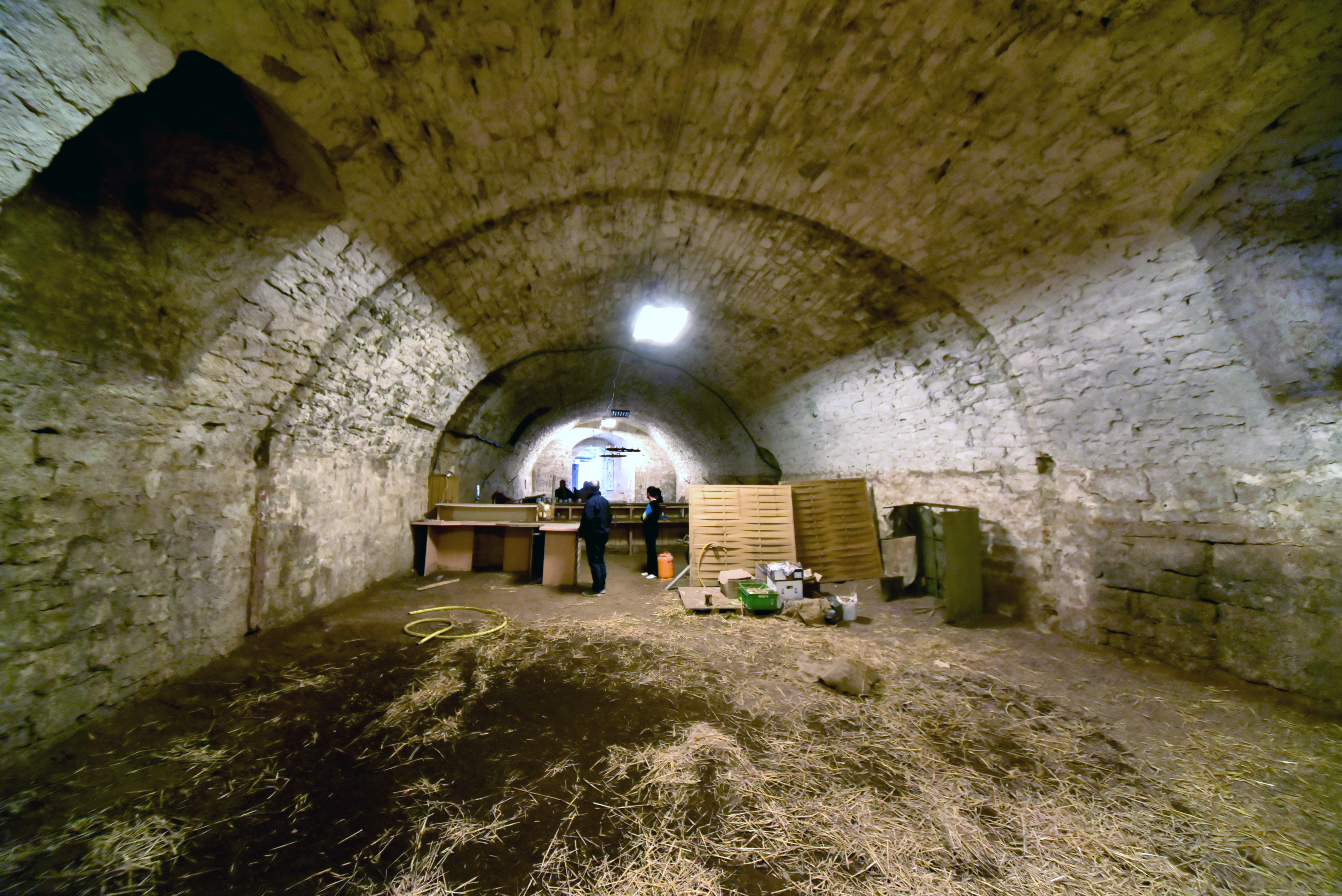
Tonnengewölbter Gewölbekeller (Burg Neuhaus, Igersheim)
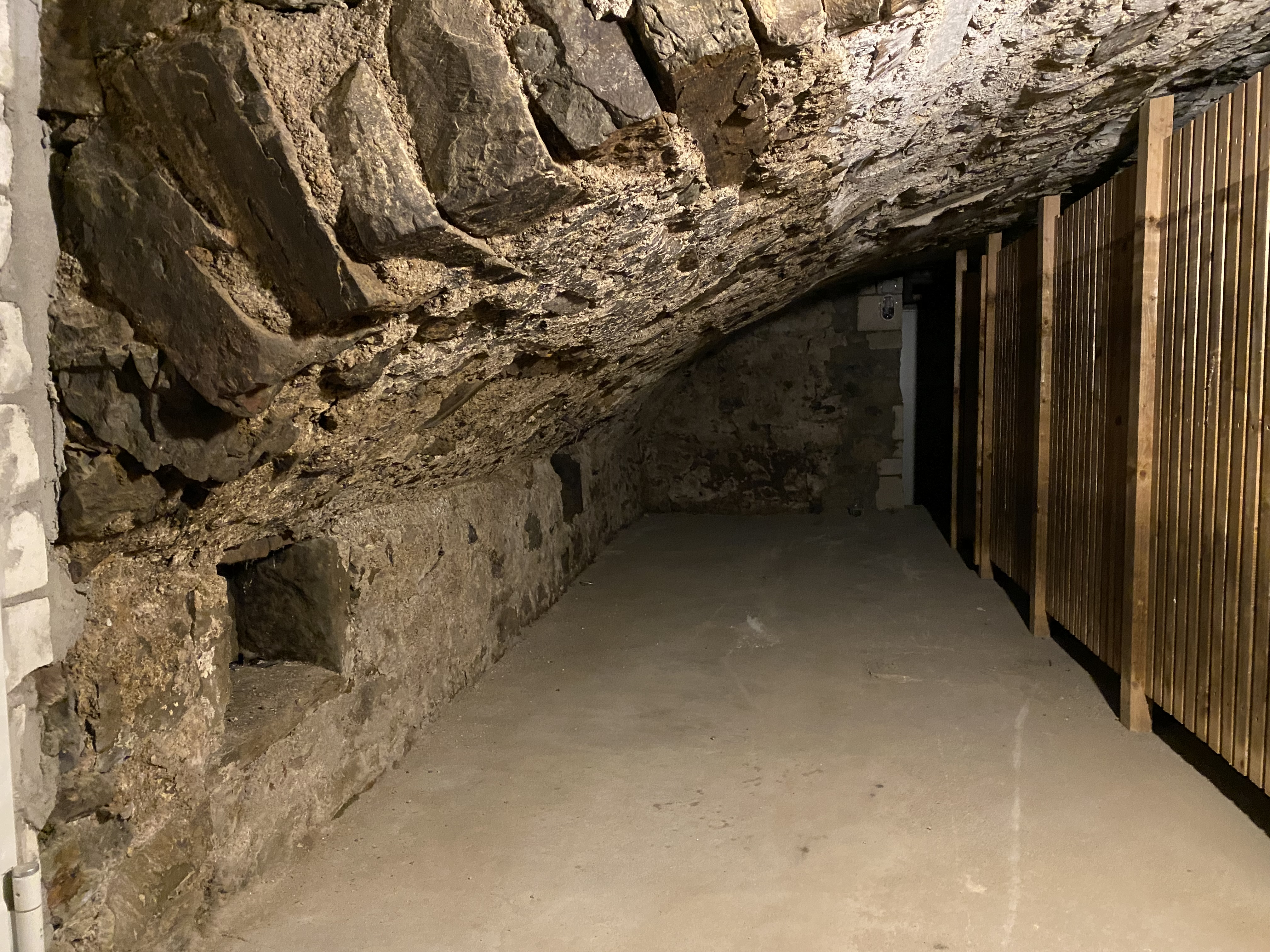
Gewölbekeller unter einem Bürgerhaus. Links Lichtnischen, rechts moderne Kellerverschläge (Wipperfürth, Marktplatz 9)
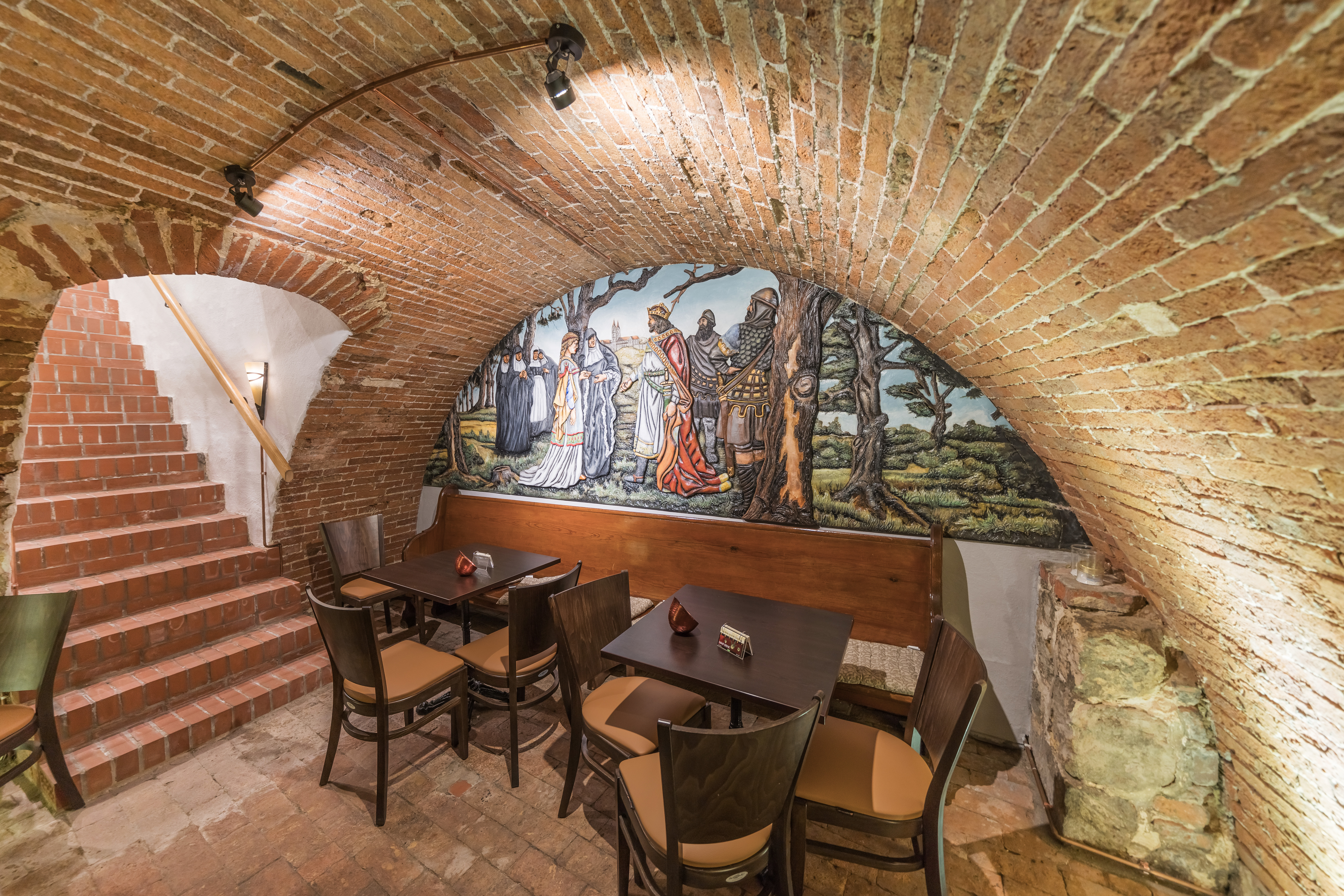
Gewölbekeller aus Ziegelmauerwerk (Quedlinburg, Lange Gasse 2–4)
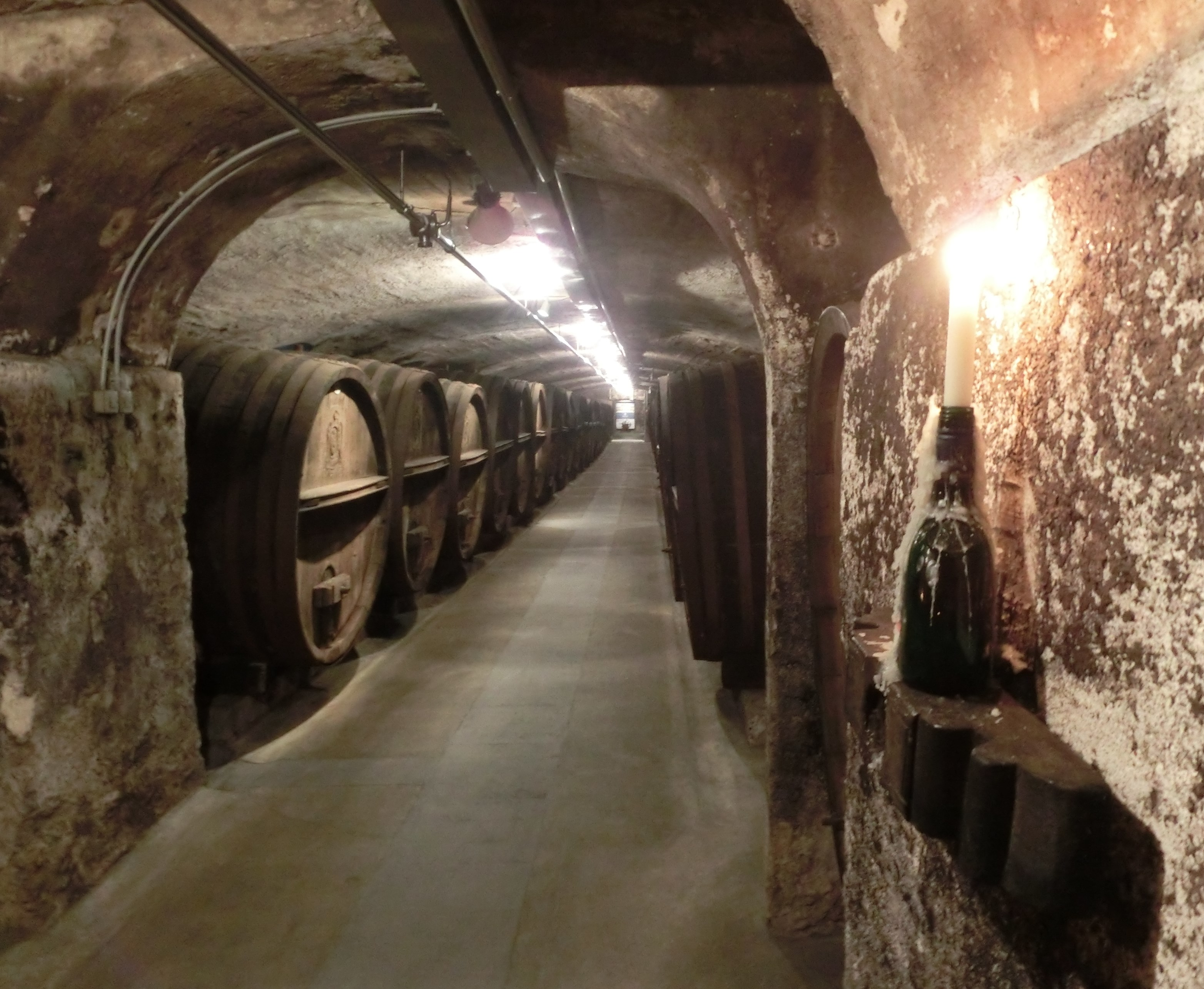
Gewölbter Weinkeller (Juliusspital Würzburg)
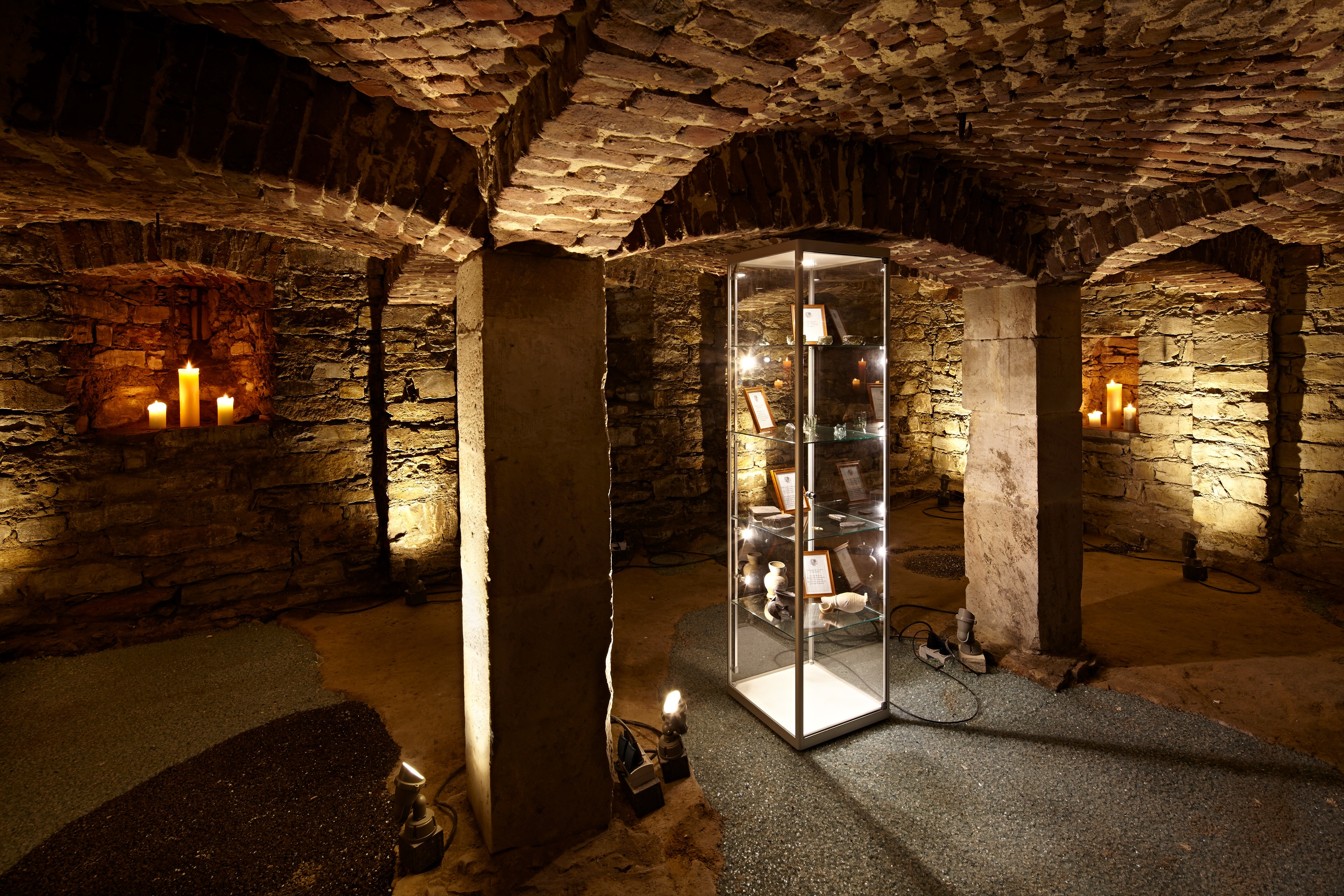
Gewölbekeller mit Kreuzgratgewölben und Gurtbögen (Hardehauser Hof, Paderborn)
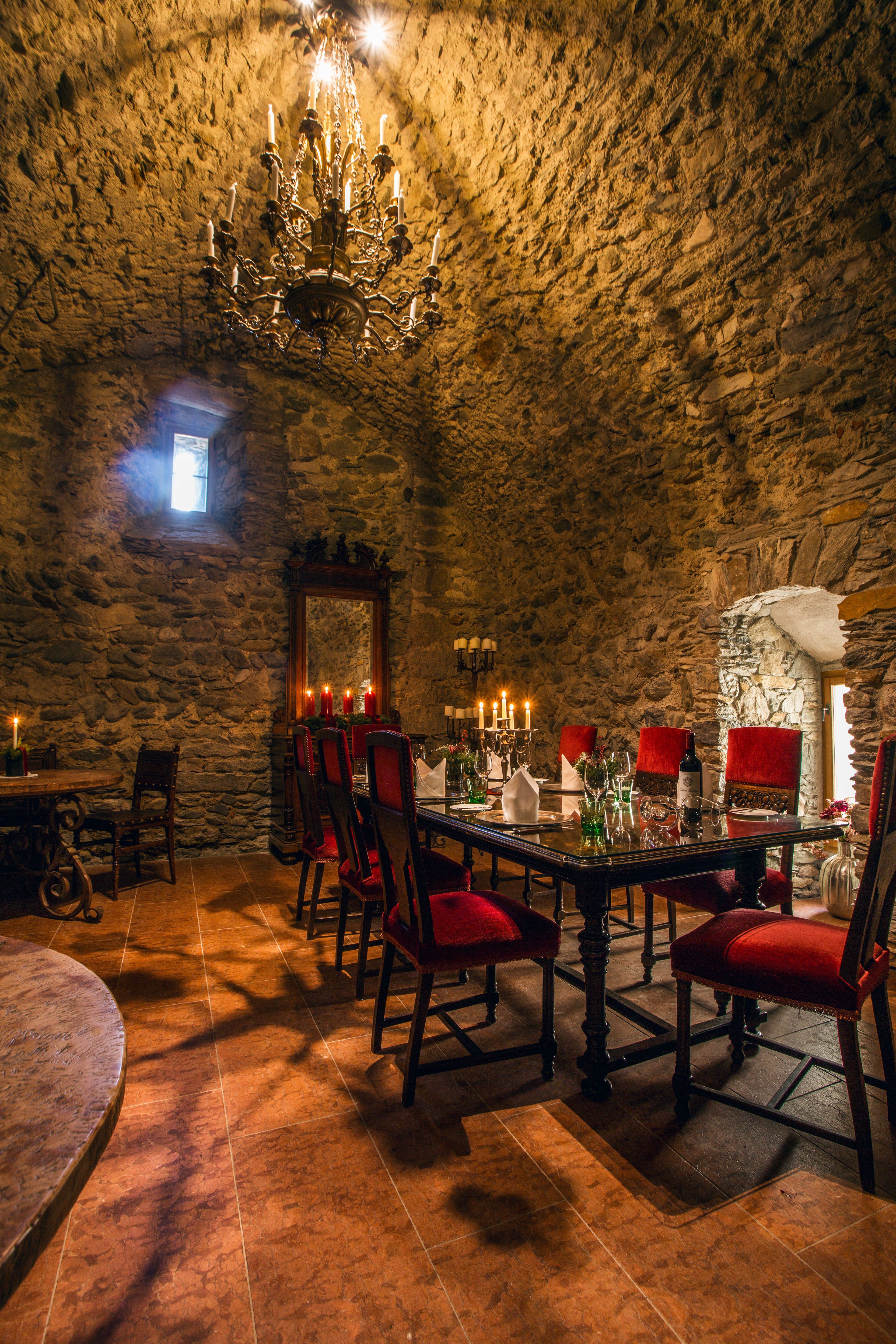
Gastronomisch genutzter Gewölbekeller (Schloss Mittersill)
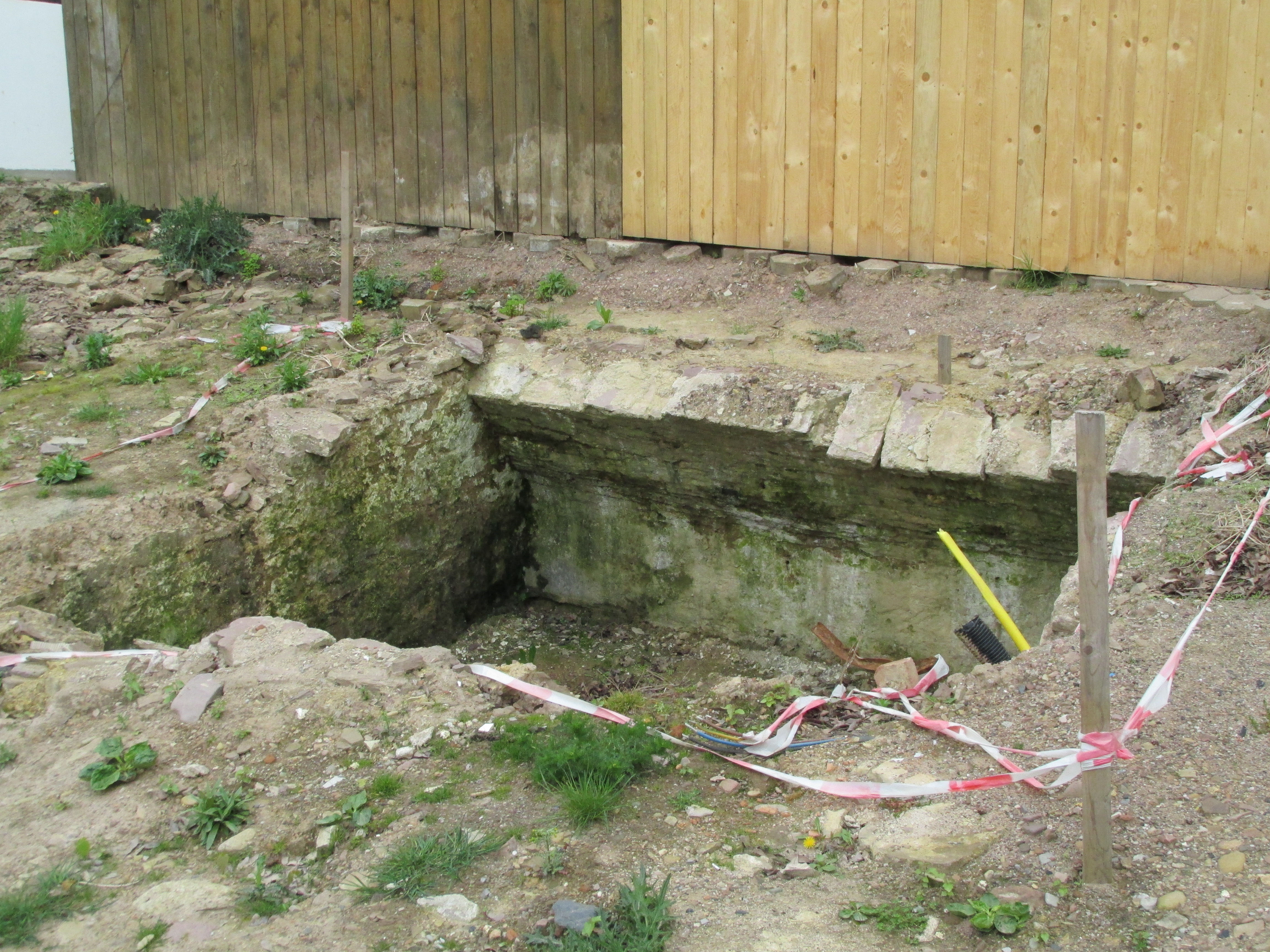
Archäologischer Befund eines Gewölbekellers (Holzminden)